# Го Шоуцзин
Го Шоуцзи́н (кит. 郭守敬, пиньинь Guō Shǒujìng, 1231—1316), взрослое имя Жосы́ (若思) — китайский астроном и математик.

## Биография
Занимал должности главного астронома, инспектора ирригационных сооружений, был членом палаты ученых при императорском дворе империи Юань. По его проекту была построена Гаочэнская обсерватория, на которой был установлен гномон высотой 12,8 м.
Создал 13 астрономических приборов, многие из которых имели круги, разделенные на градусы и четвёртые доли градуса. В числе этих приборов были армиллярные сферы, эклиптические теодолиты, квадранты, небесные глобусы и др. Разработал календарь «Шоуши ли», который был введен в Китае в 1281. По этому календарю продолжительность года составляет 365,2425 сут, то есть совпадает с продолжительностью года по современному григорианскому календарю, введенному в Европе на три столетия позже. Был противником астрологии, по его настоянию из календаря исключены разделы предсказаний земных событий по расположению небесных светил.

## Память
В 1970 г. Международный астрономический союз присвоил имя Го Шоуцзин (в записи Kuo Shou Ching) кратеру на обратной стороне Луны.
1 августа 1978 года в честь Го Шоуцзина астероиду, открытому 9 ноября 1964 года в обсерватории Цзыцзиньшань, Нанкин, КНР, присвоено наименование 2012 Guo Shou-Jing.